# Hísies (Peloponnès)
|  | Per a altres significats, vegeu «Hísies (Beòcia)». |

Hísies (grec antic: Ὑσιαί, llatí: Hysiae) fou una població de l'antiga Grècia situada a l'Argòlida, entre Argos i Tègea, al peu del mont Partènion, segons Estrabó.
L'any 669 aC es produí la mítica victòria d'Argos sobre els lacedemonis prop d'Hísies. Argos va destruir la ciutat, juntament amb Tirint, Micenes i altres ciutats, en el segle v aC, després de les guerres mèdiques, diu Pausànias, però fou restaurada i durant la guerra del Peloponnès els argius la van ocupar i la van usar com a fortalesa de frontera, fins que va ser ocupada i destruïda per segona vegada, ara pels lacedemonis, el 417 aC, diuen Tucídides i Diodor de Sicília.
Les seves ruïnes són en un turó vora la vila d'Akhladókampos, i estan formats per restes de l'acròpoli.